# Xian de Gongbo'gyamda
Pour les articles homonymes, voir Kongpo (homonymie).
Le xian de Gongbo'gyamda (chinois : 工布江达县 ; pinyin : gōngbùjiāngdá xiàn ; tibétain : ཀོང་པོ་རྒྱ་མདའ་རྫོང་, Wylie : kong po rgya mda' rdzong) est un district administratif de la région autonome du Tibet en Chine. Il est placé sous la juridiction de la ville-préfecture de Nyingchi.

## Démographie
La population du district était de 23 818 habitants en 1999.

## Géographie

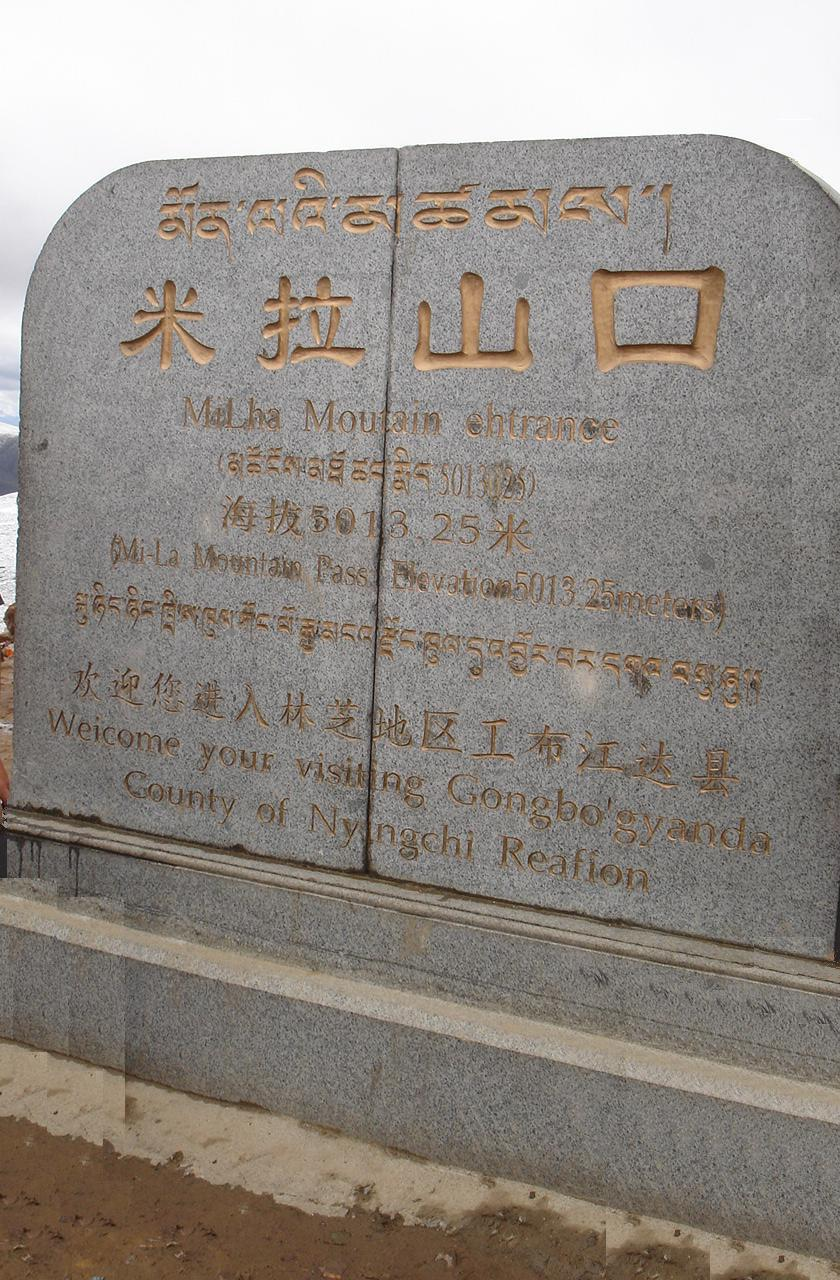
Panneau touristique au Col Milha (Mangshung La ou col du Mangxiongla 芒雄拉山口)

La rivière Niang Chu y prend sa source, dans le Mont Milha.

### Lien externe

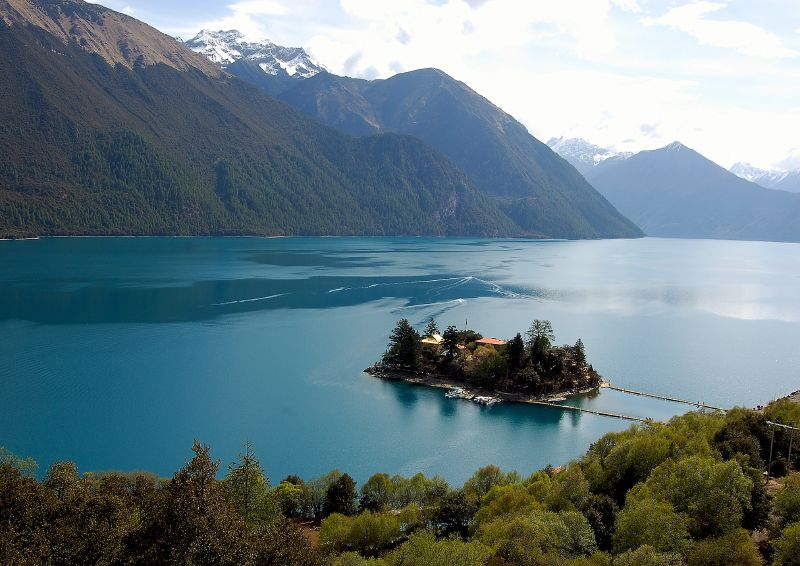
Le lac Basum